# Marie de Grandmaison
 (mai 2017).
Pour les articles homonymes, voir Grandmaison.
Marie de Grandmaison, née Marie-Madeleine Burette à Blois en 1761, se fit connaître comme cantatrice à la Comédie-Italienne où elle fit une carrière. Elle est surtout connue sous le nom de son père adoptif, Babin de Grandmaison, et c’est sous ce nom qu’elle fut traduite au tribunal révolutionnaire et condamnée à mort le 17 juin 1794.

## Une carrière lyrique modeste
Au décès de sa mère à Blois en 1768, Marie-Madeleine Burette fut adoptée avec son frère Louis-François et sa sœur Marie-Catherine par un ami ou parent de sa famille, le sieur Jacques Babin de Grandmaison qui pourvut à leur éducation[réf. nécessaire]. Les deux filles qui avaient de fort belles voix, entamèrent une carrière lyrique, tandis que le frère fut avocat au Parlement de Paris vers 1780 puis directeur des postes à Beauvais (1786), puis à Étampes sous la Révolution. Marie-Madeleine et sa sœur Marie-Catherine se firent entendre pour la première fois au Concert spirituel. Elles obtinrent l’une et l’autre un ordre de réception à la Comédie italienne. Marie débuta le 2 décembre 1782 dans le rôle de « Marine », dans « la Colonie », comédie en deux actes traduite de l’italien par Framery, musique de Sacchini. On apprécia la pureté de son chant, on lui reprocha les « minauderies » de son jeu de scène. Ses principaux rôles sont celui de « Colombine » dans le « tableau parlant », texte d’Anseaume, musique de Grétry ; « Lucette » dans La Fausse Magie, paroles de Marmotel, musique de Grétry ; « Agathe » dans L’Ami de la maison, par les mêmes auteurs ; ou encore « Rosette » dans La Bonne fille, paroles de Cailhava sur une musique de Piccini. Le public la réclamait. Quant au comité du théâtre il notait à son sujet : « En travaillant davantage sa mémoire, qui est souvent en défaut dans la musique, elle peut réussir beaucoup. » Pourtant, elle se fit rare puis renonça à la carrière tandis que sa sœur Marie-Catherine y persistait avec un grand succès. Marie-Madeleine rencontra le baron d’Augny, puis elle se lia avec Jean-Pierre de Batz à l’époque de la Révolution, en 1792, ils avaient chacun un appartement au 2e étage de l’hôtel de Mme Suzanne Griois, rue de Ménars, no 7. Leur liaison dura quelques mois, et Marie de Grandmaison se plaisait beaucoup dans l’Ermitage de Charonne, sur la route de Bagnolet, une folie dont Batz avait fait l’acquisition en 1787. Elle y convia ses amis artistes et aussi la société contre-révolutionnaire formée par les proches amis du baron de Batz.

## La Terreur
Pour des raisons que l’on ignore, le baron de Batz vendit sa propriété de Charonne à Jacques Babin de Grandmaison, le père adoptif de son amie, et voyagea à l’étranger pendant l’année 1792. Il revint début janvier 1793 et se rencontra avec plusieurs députés, appartenant pour plusieurs au premier Comité de sûreté générale, celui d’avant la « loi des suspects », également le citoyen Nicolas Luillier, procureur syndic du département et enfin divers administrateurs de police hébertistes. Il reçut certains d’entre eux dans la villa de Charonne où Marie de Grandmaison fit les honneurs. Ces réunions auxquelles assista une ou deux fois un ancien garde du corps nommé Louis Guillaume Armand furent à l’origine des légendes qui coururent, en l’an II, sur les grands complots fomentés par Batz. 
En fait, après avoir longuement insisté auprès de la municipalité, il avait enfin obtenu un passeport et quitté Paris au milieu de l’été 1793 pour aller chez ses amis d’Eprémesnil au Havre. Cependant, Louis-Guillaume Armand s’était compromis dans diverses affaires de fausse monnaie, et il fut condamné à la déportation. Grâce au Comité de sûreté générale, il obtint un sursis en acceptant de devenir indicateur de prison sous la houlette de Dossonville. Armand a ainsi résumé son rôle dans cette affaire lamentable dont Marie de Grandmaison, arrêtée à Charonne, placée contre argent en détention chez elle, puis envoyée à Sainte-Pélagie, fut l’innocente victime. « Une nommée Grandmaison, dit-il, femme ou maîtresse du ci-devant baron de Batz, était en prison où j’étais. Dossonville me proposa de lui dire que, si elle voulait donner une somme de 50 000 écus, il la viendrait tirer de prison avec un ordre du Comité de sûreté générale et qu’il la laisserait échapper. Et à ce qu’il disait, le Comité lui en donnerait l’ordre en lui faisant entendre que, par ce moyen, il pourrait avoir le baron de Batz, ce « fameux conspirateur » (sic). Il l’a même proposé en comité dans le temps, si les membres qui y étaient alors s’en souviennent. Cela serait aisé à vérifier surtout auprès des citoyens Amar et Jagot, membres du Comité. J’ai été obligé de lui dire que je lui en parlerais avec l’intention de ne pas le faire. Il (Dossonville) me disait qu’il n’y avait que ce moyen là pour avoir de l’argent. » Terrorisée, Marie de Grandmaison craignait de compromettre qui que ce soit, mais se doutant que Batz n’était certainement plus au Havre depuis l’arrestation de ses amis d’Eprémesnil, elle pouvait lui indiquer qu’il s’était rendu dans cette ville sous le nom de Robert. Un document original publié par Courtois confirme l’implication entière, dans cette affaire politico-policière, du Comité de sûreté générale qui donna des pouvoirs illimités à Dossonville pour aller enquêter au Havre d’où il revint bredouille. Dès lors, Marie de Grandmaison était perdue. Elie Lacoste, membre de la police politique[non neutre] du Comité de sûreté générale, la fit comprendre dans le rapport sur la prétendue conspiration de Batz, ainsi que Barère de Vieuzac et son vieux complice Vadier, président dudit Comité, le lui avaient enjoint. On sacrifia à la même occasion la jeune femme de chambre de Marie de Grandmaison, Nicole Bouchard, âgée de dix-huit ans, qui avait été témoin des chantages à répétition exercés par le comité de sûreté générale et ses agents contre sa maîtresse. Elles furent décapitées toutes les deux le 17 juin 1794, couvertes de la chemise rouge des parricides.

## Représentation littéraire
Marie de Grandmaison est un personnage secondaire de la série romanesque de Juliette Benzoni Le Jeu de l'amour et de la mort.